# 歌舞青春2
《歌舞青春2》是迪士尼原創電影《歌舞青春》的續集。在2007年8月17日於美國迪士尼頻道播映，並將於2007年9月9日亞洲首播，2007年9月24日在台灣迪士尼頻道播出。在美國首播時有1,724萬觀眾，比第一集首播時多了約1,000萬，創下了最高有線電視收視紀錄。

## 劇情
在暑假期間，東高中野貓隊(East High Wildcats)已經準備享受其假期及藉著暑假工來賺錢。特洛伊·波頓(Troy Bolton)獲得一份在勒瓦泉(Lava Springs)鄉村俱樂部的工作(而這個俱樂部其實是由夏培(Sharpay)的家族經營，這份工作也是夏培間接給特洛伊的)。可是他並不知曉此為夏培打算把他從凱碧(Gabriella)身邊搶走的計畫。因此，特洛伊為凱碧、查德(Chad)、泰勒(Taylor)、柴克(Zeke)、馬莎(Martha)、凱西(Kelsi)、傑森(Jason)及其餘野貓隊的好朋友找工作，意外地讓夏培的計畫泡湯。
事情發展的更糟，夏培發覺凱西作了一首合唱的曲子給特洛伊及凱碧，而且很肯定可以勝過在俱樂部週年仲夏天才表演的所有人。此舉讓她回想起在冬季音樂節的恥辱，她決定不再重蹈覆徹，想出一些計謀去確保自己不會再被搶去風頭。當他們即將面臨之際，特洛伊正在享受幸福的生活，並嘗試自問應該為了自己渴望的事物而付出什麼代價。
凱碧與特洛伊因為夏培的一連串行動導致他們關係產生了裂痕...最後，凱碧會原諒特洛伊並找出到底發生何事嗎？還是夏培與特洛伊會有怎樣的新開始？

## 角色介紹

### 主要角色
| 演員                               | 角色                             | 角色介紹 | 配音         |
| ---------------------------------- | -------------------------------- | --- | ------------ |
| 查克·艾佛朗 Zac Efron              | 特洛伊·波頓 Troy Bolton          | 本片男主角。東高中最受歡迎的男生。東高中籃球隊隊長並與凱碧相戀。 與多數東高中學生一樣，他也在勒瓦泉鄉村俱樂部當暑期工，該俱樂部由夏培及雷恩的雙親擁有。他的摯友是查德。他跟柴克與傑森是好朋友。 | 梁剛華(台灣) |
| 凡妮莎·哈金斯 Vanessa Anne Hudgens | 凱碧瑞拉·曼提茲 Gabriella Montez | 本片女主角。東高中最聰明的女生，與特洛伊相戀。她接下在勒瓦泉鄉村俱樂部的救生員工作，並打算與特洛伊共渡暑假。                                                                                    | 傅其慧(台灣) |
| 艾希莉·提斯代爾 Ashley Tisdale     | 夏培·伊凡斯Sharpay Evans         | 本片反派角色。一個總是希望事情依其心意的自大女生，經常過度支配別人，甚至連其異卵雙胞胎弟弟萊恩也不例外。她打算在其雙親經營的俱樂部瀨洋洋地渡過暑假。她極迷戀特洛伊，並希望能從凱碧手上奪走他。  | 謝佼娟(台灣) |
| 盧卡斯·格拉貝爾Lucas Grabeel       | 雷恩·伊凡斯Ryan Evans            | 夏培異卵雙胞胎弟弟。在續集中他仍被夏培持續支配著，甚至容許她為了讓特洛伊有更多空間而踢他離開表演。他能夠很卑鄙及狡猾，不過在實行並非由他提出的計劃時便會很艱苦。                                | 王俊博(台灣) |
| 柯賓·布魯Corbin Bleu               | 查德·丹佛斯Chad Danforth         | 特洛伊的摯友，亦是柴克與傑森的好友。他有支配性，不過也會關心別人。他在勒瓦泉鄉村俱樂部工作，並打算把存得的薪水作買車之用。他不太喜歡夏培，不過在萊恩證明他是一名體育選手後便待他不俗。          | 梁興昌(台灣) |
| 夢妮克·柯曼Monique Coleman         | 泰勒·麥肯錫Taylor McKessie       | 凱碧摯友。她是學校的十項全能組織的隊長，並且在凱碧到來前是「聰明女孩」的鄰人。她也在勒瓦泉鄉村俱樂部當暑期工。經常看穿夏培並且在她接近男生時抱有嘲諷的態度。                                    | 林芳雪(台灣) |

### 其他角色
- 佛頓先生（Mr. Fulton）－（Mark L. Taylor）（配音：夏治世(台灣)）

勒瓦泉鄉村俱樂部經理。
- 波頓教練（Jack Bolton）－（Bart Johnson）（配音：夏治世(台灣)）

特洛依父親。他非常支持兒子的籃球成就，不過沒有在特洛依與其朋友之間的相處中察覺到他與夏培的不和。
- 伊凡斯先生（Mr. Evans）－（Robert Curtis Brown）（配音：陳進益(台灣)）

萊恩與夏培父親，鄉村俱樂部董事。
- 伊凡斯太太（Mrs. Evans）－（Jessica Tuck）（配音：陳季霞(台灣)）

萊恩與夏培母親，鄉村俱樂部董事。
- 達布斯老師（Ms. Darbus）－（Alyson Reed）（配音：丘梅君(台灣)）

東高中老師以及戲劇社團指導老師。
- 柴克·貝勒（Zeke Baylor）－（Chris Warren Jr.）（配音：夏治世(台灣)）

特洛依、雷恩及傑森的好朋友。極度迷戀夏培。同時也熱愛烘焙。
- 傑森·克洛斯（Jason Cross）－（Ryne Sanborn）（配音：陳進益(台灣)）

特洛依、雷恩及柴克的好朋友。非常迷戀凱西。在教室時他並非很開朗，而且不經大腦的話經常衝口而出。
- 凱西·尼爾森（Kelsi Nielsen）－奧蕾絲雅·盧琳（Olesya Rulin）（配音：劉小芸(台灣)）

東高中學生。她是一位鋼琴家，並且是凱碧、泰勒與瑪莎的好友。
- 馬莎·考克斯（Martha Cox）－（Kaycee Stroh）（配音：高幼帆(台灣)）

東高中學生。她很享受嘻哈音樂、喜愛跳舞，而且是凱碧、凱西與泰勒的好友。

## 上演前資訊
- Zac Efron確認他的聲音不會如以往《歌舞青春》般由朱兒希利配音。
- 在2007年早期，Ashley Tisdale、Corbin Bleu及Vanessa Hudgens得到一份更好的合約。
- 在排練前，迪士尼頻道舉辦了一個投票，希望能找出觀眾希望在《歌舞青春2》看到什麼。最多的反應是希望曾在受歡迎節目孟漢娜演出的麥莉·希拉能在此劇客串演出，後來她在最後一幕作為池邊舞者露面。
- 在2月19日，全部演員已經安排好並在聖喬治及猶他州的鹽湖城綵排。
- 在3月6日，演員開始在猶他州鹽湖城的東高中拍攝此劇的第一幕。四天後的3月10日，演員移至猶他州的聖喬治，開始拍攝餘下的3/4部分。
- 拍攝於2007年4月16日完畢。

## 初映資訊
- 電影於美國東岸時間2007年8月17日初次上映，這次上映包括了一個由導演Kenny Ortega及影片內角色們主持的節目。在8月18日，迪士尼頻道播放了節目「歌舞青春2：野貓對談」(High School Musical 2: Wildcat Chat)，由劇中角色們回答由支持者所發問的問題。在接下來的一天，迪士尼頻道更播放了電影的一個「跟著唱」的版本(sing-along version)。[1]而較早前在2007年5月23日，DirecTV宣佈他們將在電影首播後數天，在頻道「The 101」獨家播放影片的高清晰度版本。[2]
- 迪士尼頻道亦在2007年6月8日開始每週播放名為「往歌舞青春2之路」(Road To High School Musical 2)的節目，為8月電影的首播舖路，節目中提供了不少關於電影的後台花絮，以及電影的製作歷程。而電影的主題曲「What Time Is It?」則於2007年5月25日在迪士尼電台上首播[3]，歌曲「You Are The Music In Me」亦於同年7月13日首播[4]。
- 可於網上收看迪士尼頻道的「Disney Channel On Demand」於2007年8月10日開始提供電影收看[5]。
- 電影普遍來說均獲得影評的正面評價，在網站Metacritic獲得100分中的72分[6]。

## 相異版本
- 「野貓閒談」版本會在2007年8月18日播放，此版本包括演員回應影迷問題的環節。
- 跟著唱版本會在2007年8月19日播放。
- 跟著舞版本會在2007年9月8日播放，全部演員會在廣告時段教授「What Time Is It?」及「All For One」舞蹈的步法。
- 彈起來(pop-up)版本會在2007年12月中旬播放。
- 電影的演唱會版本會在2008年播放。

## 開播日期
| 國家∕地區           | 頻道                            | 日期          |
| ------------------- | ------------------------------- | ------------- |
| 美国                | 迪士尼頻道                      | 2007年8月17日 |
| 加拿大              | Family Channel                  | 2007年8月17日 |
| 亞洲 (台灣除外)     | 迪士尼頻道亞洲                  | 2007年9月9日  |
| 日本                | 富士電視                        | 2007年9月17日 |
| 英国                | 英國迪士尼頻道                  | 2007年9月21日 |
| · & · 新西兰        | 澳洲迪士尼頻道                  | 2007年9月22日 |
| 德国 · & · 拉丁美洲 | Disney Channel Around the World | 2007年9月22日 |
| 臺灣                | 台灣迪士尼頻道                  | 2007年9月24日 |
| 中国大陆            | CCTV-6                          | 2008年7月6日  |
| 法國                | Disney Channel Around the World | 2007年9月25日 |
| 義大利              | 意大利迪士尼頻道                | 2007年9月29日 |
| 葡萄牙 · & · 西班牙 | Disney Channel Around the World | 2007年9月29日 |
| 荷蘭                | Net 5                           | 2007年9月29日 |
| 巴西                | Disney Channel Around the World | 2007年10月7日 |
| Pro7                | Am 13.10.07 um 20.15 Uhr        |               |

## 收視
此電影的首播在2007年8月17日，有1724萬觀眾收看。此紀錄打破了最多人收看的有線電視轉播節目紀錄(上次的紀錄是ESPN在2006年10月23日的「Monday Night Football」，獲得1600萬觀眾收看)；也打破了最多人收看的電視電影(以往的紀錄保持者是TNT在2001年1月21日的「Crossfire Trail」，有1550萬觀眾)；並且是過往五年間，以及在2007年暑假期間觀眾最多的星期五節目。
第二次播放只有840萬觀眾，第三次播放時跌至740萬觀眾；在整個首播時期總共有3304萬觀眾收看。
隨著此電影的首播開始，在該星期《歌舞青春2》在IMDB的量度電影受歡迎程度的MovieMeter中上升了442%。

## 獎項
《歌舞青春2》在2007年鸁得電視電影類別的青少年选择奖。
Zac Efron 鸁得熱辣男星獎(Choice Male Hottie)，而Vanessa Hudgens得到最突破演出女星(Choice Female Breakout Artist)獎項。

## 商品
2007年12月11日，將會發售《歌舞青春2》的DVD。同日，收錄《歌舞青春》及《歌舞青春2》藍光光碟也會發售。.
2007年8月14日亦發售了《歌舞青春2》的青年小說。

## 外部連結
- （英文）High School Musical 2 Official Site[]
- （中文）歌舞青春2中文官方網站
- 互联网电影数据库（IMDb）上《歌舞青春2》的资料（英文）
- AllMovie上《歌舞青春2》的资料（英文）